# Fu-ťiang
Fu-ťiang (čínsky pchin-jinem Fú jiāng, znaky 涪江) je řeka v Číně v provincii S’-čchuan a městě Čchung-čching. Je 697 km dlouhá. Povodí má podle různých údajů rozlohu 29 900 nebo až 39 200 km².
Pramení na jihu okresu Ťiou-čaj-kou na pomezí s okresem Sung-pchan, na severovýchodních svazích hory Süe-pao-ting v horském hřbetu Min-šan, a protíná Sečuánskou kotlinu jihovýchodním směrem přes sečuánské okresy a prefektury Pching-wu, Ťiang-jou, Mien-jang, San-tchaj, Še-chung, Suej-ning a ve městě a regionu Čchung-čching přes Tchung-nan do Che-čchuanu, kde zprava ústí do řeky Ťia-ling-ťiang. Od Pching-wu po Che-čchuan je řeka splavná. Údolí řeky je hustě osídlené, na řece se nachází několik velkých měst.